# Copa Espírito Santo de Futebol 2011
In 2011 werd de negende editie van de Copa Espírito Santo de Futebol, gespeeld voor voetbalclubs uit de Braziliaanse staat Espírito Santo. De competitie werd georganiseerd door de FES en werd gespeeld van 20 augustus tot 20 november. Real Noroeste werd kampioen en mocht daardoor deelnemen aan de Copa do Brasil 2012. 

## Eerste fase

### Groep A
| Plaats | Clu          | Wed. | W | G | V | Saldo | Ptn. |
| ------ | ------------ | ---- | - | - | - | ----- | ---- |
| 1.     | Desportiva   | 8    | 5 | 1 | 2 | 13:7  | 16   |
| 2.     | Rio Branco   | 8    | 3 | 5 | 0 | 10:5  | 14   |
| 3.     | Vilavelhense | 8    | 3 | 2 | 3 | 7:10  | 11   |
| 4.     | Capixaba     | 8    | 1 | 3 | 4 | 4:4   | 6    |
| 5.     | Serra        | 8    | 1 | 3 | 4 | 7:15  | 6    |

|  | Geplaatst voor tweede fase |

### Groep B
| Plaats | Clu                 | Wed. | W | G | V | Saldo | Ptn. |
| ------ | ------------------- | ---- | - | - | - | ----- | ---- |
| 1.     | Real Noroeste       | 8    | 4 | 2 | 2 | 10:9  | 14   |
| 2.     | Vitória             | 8    | 3 | 4 | 1 | 9:7   | 13   |
| 3.     | Botafogo de Jaguaré | 8    | 3 | 4 | 1 | 8:7   | 13   |
| 4.     | Linhares            | 8    | 1 | 3 | 4 | 11:13 | 6    |
| 5.     | Espírito Santo      | 8    | 1 | 3 | 4 | 7:9   | 6    |

|  | Geplaatst voor tweede fase |

## Tweede fase
In geval van gelijkspel gaat de club met het beste resultaat in de eerste fase door. 
|  | halve finale  | halve finale | halve finale | halve finale |  |               | finale | finale | finale | finale |
|  |               |              |              |              |  |               |        |        |        |        |
|  |               |              |              |              |  |               |        |        |        |        |
|  | Vitória       | 0            | 1            | 1            |  |               |        |        |        |        |
|  | Desportiva    | 1            | 1            | 2            |  |               |        |        |        |        |
|  |               |              |              |              |  | Desportiva    | 1      | 0      | 1      |        |
|  |               |              |              |              |  | Real Noroeste | 1      | 3      | 4      |        |
|  | Rio Branco    | 0            | 2            | 2            |  |               |        |        |        |        |
|  | Real Noroeste | 0            | 2            | 2            |  |               |        |        |        |        |

## Kampioen
| Copa Espírito Santo de Futebol de 2011 |
| Águia Branca                           |
| -------------------------------------- |
| REAL NOROESTE Kampioen (1° titel)      |